# Émalleville

Émalleville este o comună în departamentul Eure, Franța. În 1 ianuarie 2022 avea o populație de 465 de locuitori.